# ساندرو ثيلر
ساندرو ثيلر هو لاعب كرة قدم سويسري في مركز الدفاع، ولد في 15 ديسمبر 2000 في بريغ غيلس في سويسرا.

## وصلات خارجية
- ساندرو ثيلر على موقع قاعدة بيانات كرة القدم.إي يو (الإنجليزية)
- ساندرو ثيلر على موقع Soccerway.com (الإنجليزية)
- ساندرو ثيلر على موقع عالم كرة القدم.نت (الإنجليزية)
- ساندرو ثيلر على موقع GSA (الإنجليزية)